# Албрехт I фон Шенкенберг-Льовенщайн
Албрехт I фон Льовенщайн-Шенкенберг (на немски: Albrecht I von Löwenstein; Albrecht von Löwenstein-Schenkenberg; † 11 юни 1304) е от 1283 г. граф на Льовенщайн и основател (1288) на град Мурхардт.

## Биография
Той е извънбрачен син на римско-немския крал Рудолф I Хабсбургски (1218 – 1291) и Ида от фамилията на фрайхерен и шенкен фон Шенкенберг в Ааргау. Полубрат е на император Албрехт I (1255 – 1308) и Рудолф II, херцог на Австрия-Швабия, ландграф на Елзас и Ааргау (1270 – 1290).
Албрехт придружава баща си във военния поход против Отокар. Баща му, Рудолф I, купува на 15 август 1281 г. графството Льовенщайн от епископа на Вюрцбург, Бертхолд фон Щернберг. Той дава графството с двореца при Волфсьолден на синът си Албрехт. От 1283 г. той се нарича Албрехт граф фон Льовенщайн. През 1291 г. той получава от баща си също замък Магенхайм и град Бьонигхайм.
Той е погребан в манастирската църква на манастир Мурхардт.

## Фамилия
Първи брак: през 1282 г. за Мехтхилд фон Вюртемберг (* пр. 1264; † 24 юни 1284), дъщеря на Улрих I фон Вюртемберг († 1265) и Мехтхилд фон Баден († 1258).
Втори брак: на 24 юни 1284 г. за Луитгардис (Лиутгарда) фон Боланден († 18 март 1325), дъщеря на Филип V фон Боланден († 1276) и Лукардис (Кунигунда) фон Хоенфелс († ок. 1286). Те имат децата:
- Филип фон Льовенщайн-Шенкенберг († пр. 1310), женен за Аделхайд фон Вайнсберг, дъщеря на Конрад IV фон Вайнсберг
- Рудолф фон Льовенщайн-Шенкенберг († ок. 1318), граф на Льовенщайн (1310)
- Николаус фон Льовенщайн-Шенкенберг († 13 март 1340), граф на Льовенщайн, женен пр. 15 юни 1330 г. за графиня Вилибирг фон Вертхайм († 1333), дъщеря на граф Рудолф II фон Вертхайм и Кунигунда II фон Баден
- Анна фон Льовенщайн-Шенкенберг († сл. 7 май 1338), омъжена пр. 2 септември 1309.г. за граф Улрих III фон Тюбинген-Асперг († ок. 1341)
- дъщеря, монахиня в Лихтенщерн, 1299.
- син (1338)

Луитгардис (Лиутгарда) фон Боланден се омъжва втори път пр. 28 февруари 1318 г. за маркграф Рудолф IV фон Баден († 25 юни 1348).